# 龍目井 (地名)
龍目井，是臺灣臺中市龍井區的一個傳統地域名稱，位於該區東北部。相較於今日行政區，其範圍大致包括龍泉里、龍岡里不含東南部。

## 歷史
台灣清治末期，龍目井地區為一街庄，稱為「龍目井庄」，隸屬於大肚中堡。該庄北與山腳庄為鄰，東北與南勢坑庄為鄰，東邊為新庄仔庄，南邊為茄投庄，西邊為三塊厝庄。
1901年（日明治三十四年）11月，全台廢縣廳改設二十廳，該庄隸屬於臺中廳。1903年（明治三十六年）6月，該庄編入「龍目井區」，仍隸屬於臺中廳。1909年（明治四十二年）10月，全台二十廳合併為十二廳，龍目井區隸屬不變。1920年（大正九年），全台地方制度大改正，該庄改制為「龍目井」大字，隸屬於臺中州大甲郡龍井庄，大字下有「龍目井」、 「水裡社」、「水師寮」小字名。
戰後龍井庄改制為龍井鄉，隸屬於臺中縣，大字亦改制為村。1950年10月，中、彰、投分治，龍井鄉隸屬不變。2010年12月，隨著臺中縣、市合併為直轄臺中市，龍井鄉改制為龍井區，村亦改制為里。

## 聚落
本地區發展較早的聚落為龍目井、水師藔，在日治期初期的官方地圖上已有記載。此外，本地區尚有水裡社、土地公後、竹圍子、龍井、九張犁、八角樓仔等聚落。

## 交通
台鐵海線大致以北北東—南南西走向經過龍目井地區中部偏西地帶。境內站有龍井車站，屬三等站，主要停靠區間車。由此可前往台鐵沿線各站。
國道3號又稱「福爾摩沙高速公路」，是貫穿台灣西部的兩條縱向高速公路之一，大致以東北東—西南西走向轉東北—西南走向蜿蜒經過本地區東南部近邊界地帶。境外東側不遠處與市道136號交會處設有龍井交流道，由此可快速前往台灣西部各地。
省道台1線（中華路二段）又稱「縱貫公路」，是台北至屏東楓港的台灣西部傳統平面幹道，大致先以北北東—南南西走向經過本地區西部，再以西北－東南走向繞彎道轉北偏東－南偏西走向經過本地區西南部邊界地帶。由該道路向北北東可前往梧棲、清水、大甲、苑裡等地，向南偏西可前往大肚、彰化、花壇、大村等地。
區道中64線是龍井至新莊子的道路，其西側端點位於本地區中部偏西南的舊省道台1線（沙田路五段）路口。由此向東偏南轉東南蜿蜒出境後，可前往新庄子西北部並止於舊市道136號（中沙路）路口。
區道中66線（觀光路）是麗水至龍井的道路，其東側端點位於本地區西南部的舊省道台1線（沙田路四段）路口。由此向西北西出境後沿龍井大排水南岸而行，可前往龍井（茄投）、福頭崙、三塊厝並止於忠明橋隔龍井大排水對岸彎道處。

## 學校
- 龍泉國小

## 景點
- 龍目井（兩口水井）